# Amityville Exorcism

Amityville Exorcism, dix-huitième film de la saga Amityville, est un film américain réalisé par Mark Polonia, sorti en 2017.

## Distribution
- Marie DeLorenzo : Amy Dukane
- Jeff Kirkendall : père Benna
- James Carolus : Jeremy Dukane